# Sinnai
Cet article possède un paronyme, voir Sinaï.

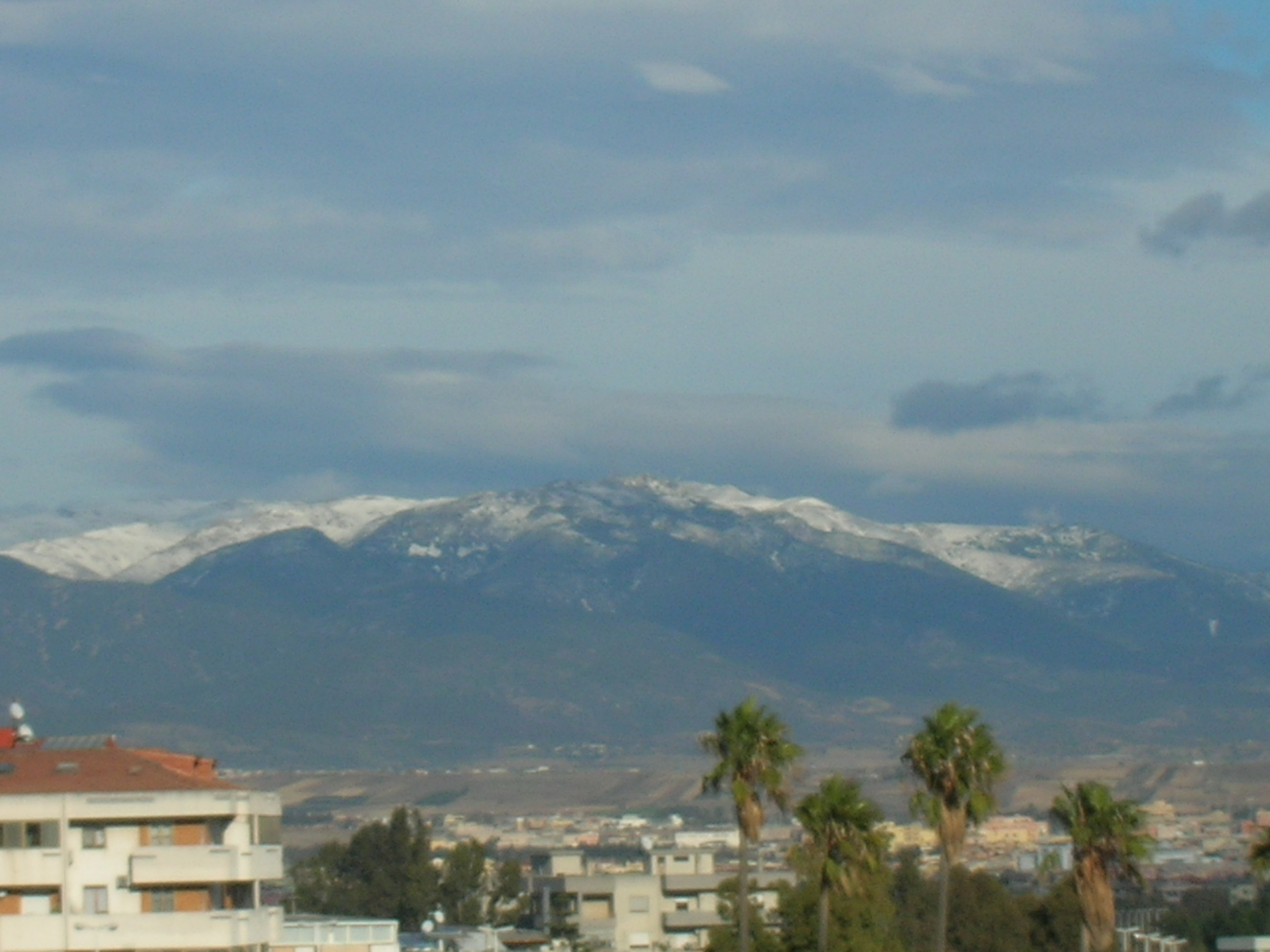

Sinnai est une commune italienne de la ville métropolitaine de Cagliari, dans la région Sardaigne.

## Administration
| Période                                  | Période | Identité | Étiquette | Qualité |
| ---------------------------------------- | ------- | -------- | --------- | ------- |
|                                          |         |          |           |         |
| Les données manquantes sont à compléter. |         |          |           |         |

### Hameaux
Tasonis, Solanas, Torre delle Stelle, San Gregorio.

### Communes limitrophes
Burcei, Castiadas, Dolianova, Maracalagonis, Quartucciu, San Vito, Settimo San Pietro, Soleminis, Villasalto, Villasimius.